# Adrian Żochowski
Adrian Żochowski herbu Brodzic – kasztelan wiski w 1661 roku.
Jako senator był obecny na sejmach: w 1669 (I), 1669 (II) i 1673 roku.
W 1669 roku był elektorem Michała Korybuta Wiśniowieckiego z ziemi wiskiej.